# 假有蹄類
假有蹄類（Pseudungulata）是由土豚及象鼩組成。在有這個類別前，土豚及象鼩相信分別是貧齒目及兔形目的近親。但是假有蹄類卻是與象、海牛、蹄兔及非洲蝟目同屬於非洲獸總目。
將這兩個目一同歸入假有蹄類的原因除了DNA證據外，牠們的腳上都有大的假蹄（或上爪）。